# Phasi Charoen
Phasi Charoen (en tailandés: ภาษีเจริญ) es uno de los 50 distritos (Khet) de Bangkok, Tailandia. El distrito limita, en el sentido de las agujas del reloj (desde el norte) con: Taling Chan, Bangkok Noi, Bangkok Yai, Thon Buri, Chom Thong, Bang Bon y Bang Khae.

## Historia
El nombre del distrito proviene del canal llamado Khlong Phasi Charoen (en tailandés: คลองภาษีเจริญ) que comunica el río Tha Chin al Khlong Bangkok Yai. El proyecto del canal fue iniciado por Phra Phasi Sombat Boriboon (en tailandés: พระภาษีสมบัติบริบูรณ์), que más tarde se convirtió en Phraya Phison Sombat Boriboon (en tailandés: พระยาพิสณฑ์สมบัติบริบูรณ์). Fue aprobado por el Rey Mongkut. La construcción se inició en 1866 y se terminó 1872.
El distrito se estableció primero como el Amphoe Phasi Charoen en 1899. Alcanzó la condición de Khet en 1972.

## Lugares de interés
- Wat Pak Nam Phasi Charoen (วัดปากน้ำภาษีเจริญ)
- Wat Uppasorn Sawan (วัดอัปสรสวรรค์)
- Wat Nang Chi Wora Wihan (วัดนางชีวรวิหาร)
- Wat Nuan Noradit Wora Wihan (วัดนวลนรดิศวรวิหาร)
- Wat Nimma Noradi (วัดนิมมานรดี)
- Wat Thong Sala Ngarm (วัดทองศาลางาม)
- Wat Khuha Sawan (วัดคูหาสวรรค์)

## Administración
El distrito se divide en siete subdistritos (Kwaeng):
| 1. | Bang Wa                  | บางหว้า         |  |
| 2. | Bang Duan                | บางด้วน         |  |
| 3. | Bang Chak                | บางจาก         |  |
| 4. | Bang Waek                | บางแวก         |  |
| 5. | Khlong Khwang            | คลองขวาง       |  |
| 6. | Pak Khlong Phasi Charoen | ปากคลองภาษีเจริญ |  |
| 7. | Khuhasawan               | คูหาสวรรค์       |  |